# 2e division d'infanterie (Pologne)
Pour les articles homonymes, voir 2e division.
Ne doit pas être confondu avec 2e division d'infanterie « Varsovie ».
 (septembre 2017).
Si vous disposez d'ouvrages ou d'articles de référence ou si vous connaissez des sites web de qualité traitant du thème abordé ici, merci de compléter l'article en donnant les références utiles à sa vérifiabilité et en les liant à la section « Notes et références ».
La  2e division d'infanterie polonaise  est une des divisions d'infanterie de l'armée polonaise ayant combattu durant la Seconde Guerre mondiale.

## Création et différentes dénominations
- 21 février 1919 : création de la  2e division d'infanterie polonaise (polonais : 2 Dywizja Piechoty Legionów)
- 29 septembre 1939 : dissolution de la 2e division d'infanterie polonaise après la capitulation de la Pologne
- 11 novembre 1939 : reconstitution de la  2e division d'infanterie polonaise (polonais : 2 Dywizja Strzelców Pieszych)
- 20 juin 1940 : la  2e division d'infanterie polonaise est internée en Suisse jusqu'en 1945 où elle sera officiellement dissoute.

## Théâtres d'opérations
- 1er au 6 octobre 1939 : campagne de Pologne

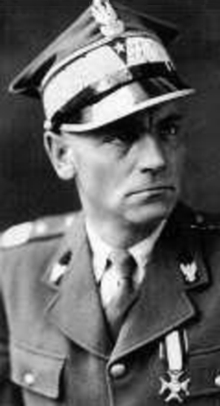
Bronisław Prugar-Ketling

- A partir du 11 novembre 1939, elle est reconstituée en France, à Parthenay, et participe à partir du 10 mai 1940 à la bataille de France. Elle fait partie des réserves du Grand Quartier général. En juin 1940, elle était placée sous le commandement du général Prugar-Ketling.
- Encerclée dans le Haut-Doubs près de Damprichard avec le 45e corps d'armée français du général Daille, dont elle couvre les flancs, elle passe en Suisse, où elle restera internée jusqu'à la fin de la guerre en 1945.

## Composition 1940
- 4 Warszawski Pułk Strzelców Pieszych
- 5 Małopolski Pułk Strzelców Pieszych
- 6 Kresowy Pułk Strzelców Pieszych
- 13 Dywizyjna Kompania Pionierów
- Dywizyjna Kompania Przeciwpancerna
- 2 Warszawski Pułk Artylerii Lekkiej
- 2 (202) Modliński Pułk Artylerii Ciężkiej
- 10 Dywizyjna Bateria Przeciwpancerna
- 186 Park Artylerii
- 2 Wileński Dywizjon Rozpoznawczy
- 2 Kaniowski Batalion Saperów